# Schlacht von Sanna’s Post
Kimberley – Talana Hill – Elandslaagte – Ladysmith – Modder River – Stormberg – Magersfontein – Colenso – Spion Kop – Vaal Krantz – Paardeberg – Tugela Heights – Sanna’s Post – Mafeking – Diamond Hill – Bergendal – Nooitgedacht – Blood River Poort – Bakenlaagte – Tweebosch – Rooiwal
Die Schlacht von Sanna’s Post (auch: Schlacht von Koorn Spruit) war ein Gefecht im Zweiten Burenkrieg. Es wurde zwischen dem Britischen Weltreich und Buren der zwei unabhängigen Republiken Oranje-Freistaat und der Südafrikanischen Republik (Transvaal) ausgetragen.

## Vorgeschichte
Zu Beginn des Jahres 1900 besetzte die britische Armee Bloemfontein, die Hauptstadt des Oranje-Freistaates, und bereitete sich dort darauf vor, weiter in Richtung Norden, nach Pretoria, der Hauptstadt der Südafrikanischen Republik, zu ziehen. Feldmarschall Lord Roberts, Oberbefehlshaber der britischen Streitkräfte, war der Annahme, dass mit der Einnahme der Hauptstädte beider Burenrepubliken der Krieg beendet sein würde. Während die Einwohner der Südafrikanischen Republik sich darauf vorbereiteten, ihre Hauptstadt zu verteidigen, gruppierten sich die Buren des Oranje-Freistaates um Präsident Marthinus Theunis Steyn und Christiaan de Wet, ihren führenden Feldherren. Die Buren änderten bei diesem Gefecht ihre Taktik und setzten erstmals Guerillataktik in größerem Umfang ein.
Am 30. März 1900 eilte eine Truppe von 2000 Buren unter Führung de Wets in Richtung Bloemfontein voraus. Aufklärung zeigte, dass sich eine kleine Garnison der Briten bei Sanna’s Post, rund 37 km östlich von Bloemfontein, befand. Diese sollte das dortige, für die Versorgung Bloemfonteins zuständige Wasserwerk halten. Eine berittene britische Einheit unter Brigadegeneral Robert George Broadwood, welche zuvor Burenstellungen bei Thaba Nchu angegriffen hatte, wurde zu ihrer Unterstützung entsandt. Broadwoods Truppe bestand aus Einheiten der Royal Horse Artillery (namentlich die Q- und U-Batterie), einem gemischten Regiment britischer Gardekavallerie, den 10th Royal Hussars, neuseeländischer und burmesischer berittener Infanterie sowie Einheiten berittener englischsprachiger Südafrikaner. De Wet entsandte 1600 seiner Männer, die unter Führung seines Bruders Piet die Briten aus dem Norden angreifen sollten, während er Sanna's Post besetzte, um den Briten den Rückzugsweg abzuschneiden.

## Die Schlacht
Während der Dunkelheit drang de Wet mit einer Einheit Gewehrschützen in die Schlucht des Modder River vor, wo sie einen Hinterhalt legten. Beim ersten Tageslicht des 31. März 1900 eröffnete Piet de Wets Artillerie das Feuer von den umliegenden Hügeln im Norden auf die Briten. Die taktische Überraschung war gelungen und die britischen Truppen waren völlig konfus. Sie begannen, wie erwartet, mit dem Rückzug in Richtung der Schlucht, wo de Wet und seine Truppe warteten. Vor den britischen Einheiten befanden sich Zivilisten mit ihren Wagen. Diese wurden von den Buren ergriffen und man drohte sie zu erschießen, sollten sie die Briten warnen. Somit näherten sich die britischen Soldaten nichtsahnend dem Fluss in kleinen Gruppen. Dort angekommen wurden sie aufgefordert, sich zu ergeben, woraufhin etwa 200 Männer gefangen genommen wurden, darunter die U-Batterie mit ihren sechs Geschützen.
Ein britischer Offizier sah, was vor sich ging, alarmierte die Truppe und befahl der Q-Batterie, sich zurückzuziehen. De Wets Männer eröffneten nun das Feuer, während sich die Briten an einer Eisenbahnstation sammelten, die ihnen umfangreiche Deckung bot und die Q-Batterie unter der Führung von Major Phipps-Hornby (unterstützt von einer Kanone der U-Batterie, deren Besatzung sich de Wet entziehen konnte) auf offenem Feld aufgestellt wurde und ihrerseits das Feuer eröffnete.
Durch gleichzeitiges, gezieltes Feuer vom Bahnhof wurden de Wets Truppen festgehalten. Allerdings erhöhten nun die Einheiten Piet de Wets ihren Druck auf die Briten. Diesen ging die Munition aus und so entschied Broadwood, sich Richtung Süden zurückzuziehen. Bei ihrem Versuch, die Kanonen vom offenen Feld zu bergen, wurden viele britische Soldaten getötet. Fünf Kanonen konnten schlussendlich in Sicherheit gebracht werden, die anderen zwei wurden aufgegeben.
Schließlich gelang es Broadwood und seiner Truppe, aus dem Schussfeld zu gelangen. Etwa drei Stunden später erschien die 9. Infanterie-Division unter Generalmajor Sir Henry Colville, um die berittenen Einheiten zu entlasten, aber De Wets Männer hatten sich bereits in gut zu verteidigende Stellungen auf der anderen Seite des Modder River zurückgezogen. Dennoch blieb das Wasserwerk Bloemfonteins in der Hand der Buren.
Insgesamt erlitten die Briten einen Verlust von 155 getöteten oder verwundeten Männern. 428 Soldaten wurden gefangen genommen, sieben Geschütze und 117 Wagen fielen ebenfalls in Burenhand. Wesentlich schwerer wog allerdings der Verlust des Wasserwerks. Die Folge war eine schwere Epidemie von Typhus, Ruhr und Cholera, welche zu weiteren 2000 Todesfällen bei der britischen Besatzungsmacht führte.
Unter den Buren wurden drei Männer getötet und fünf verletzt.

## Folgen

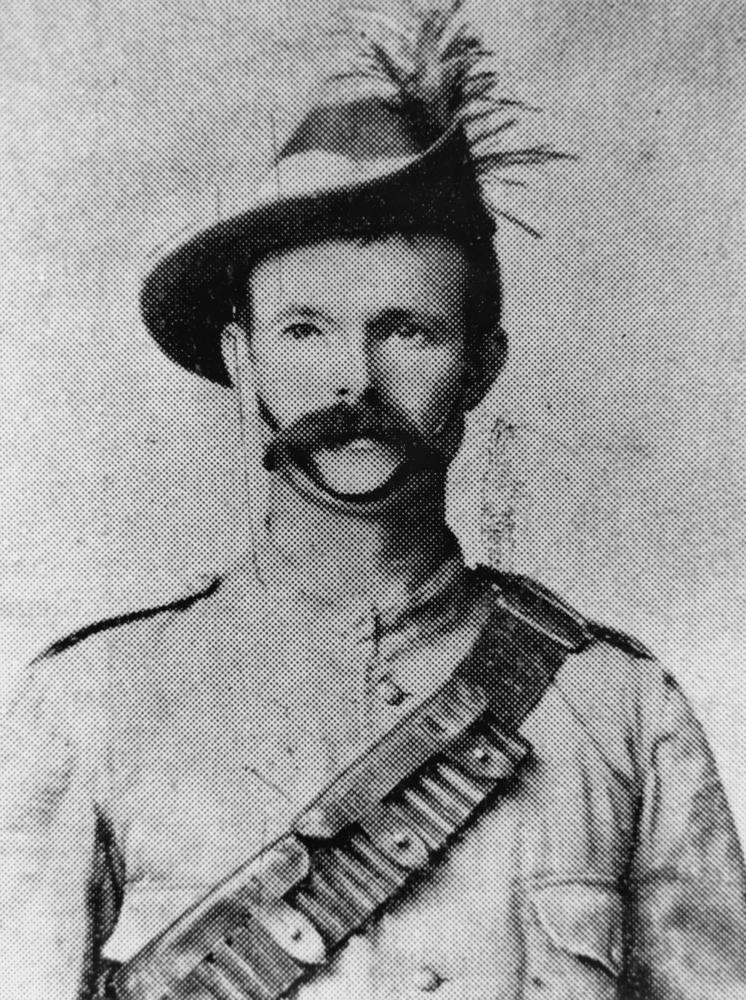
Private H. L. Reece, Angehöriger der berittenen Infanterie, fiel bei der Schlacht von Sanna’s Post.

In Anerkennung der auffallenden Tapferkeit aller Dienstgrade der Q-Batterie, entschied Feldmarschall Lord Roberts, dies als einen Fall kollektiver Tapferkeit zu werten, wie er unter Regel 13 zur Erteilung des Victoria-Kreuzes, der höchsten Kriegsauszeichnung der Streitkräfte des Vereinigten Königreichs, vorausgesetzt wird. Dementsprechend wurde Order gegeben, dass ein Offizier von den anderen Offizieren, ein Unteroffizier von den anderen Unteroffizieren sowie zwei Geschützbedienungen von den übrigen Geschützbedienungen zur Vergabe des Victoria-Kreuzes ausgewählt werden sollten.
Folgende Männer der Q-Batterie wurden ausgezeichnet: Major Edmund Phipps-Hornby, Sergeant Charles E. H. Parker, die Kanoniere Isaac Lodge und Horace Henry Glasock.
Ebenfalls mit dem Victoria-Kreuz ausgezeichnet wurde Lieutenant Francis Aylmer Maxwell. Unter schwerem Beschuss barg er freiwillig zwei Geschütze und drei Protzen vom offenen Feld. Der Versuch, ein drittes Geschütz zu bergen, scheiterte an der Nähe des Feindes.